# Mona di Milano
San Mona, o Monas (III secolo – Milano, ante 313), fu vescovo di Milano nella seconda metà del III secolo, fino alla sua morte avvenuta probabilmente poco prima del 313. È venerato come santo dalla chiesa cattolica.

## Biografia
I dati storici certi a proposito di Mona sono del tutto esigui. Il nome potrebbe far pensare a un personaggio d'origine greca. Una leggenda tardomedievale lo voleva di nome Simone e della famiglia milanese dei Borri, appartenente alla nobiltà militare milanese. Inoltre, l'esigenza di disporre i pochi nomi di vescovi conosciuti prima di sant'Ambrogio in modo tale che le origini della Chiesa milanese potessero risalire all'epoca apostolica, portò anche nel caso di san Mona a dilatare in maniera poco credibile il periodo del suo episcopato, tanto che venne registrato a guida della diocesi dall'anno 195 al 251 secondo la Datiana historia ecclesiae Mediolanensis.
Secondo il Martirologium Romanum, dopo la morte del suo predecessore, mentre i sacerdoti erano riuniti per eleggere il nuovo vescovo, la figura di Mona venne avvolta da una luce divina e quello venne interpretato come il segno per la sua ascesa alla cattedra episcopale sotto la predilezione di Dio.
Alla sua morte, il suo corpo venne sepolto nella Basilica Fausta (la futura chiesa di San Vitale). Sotto l'episcopato di Arnolfo II (998-1018), il 12 ottobre di un anno non indicato, le sue reliquie vennero riscoperte e traslate in una nuova tomba nella chiesa di San Vitale presso la Basilica Naboriana per poi esser trasferito nel duomo di Milano per volere di san Carlo Borromeo il 6 febbraio 1576; attualmente si trova deposto all'interno della mensa dell'altare di San Giuseppe, lungo la navata sinistra della cattedrale.
A san Mona si attribuisce il merito di aver suddiviso Milano e i suoi territori in parrocchie o pievi (in realtà la divisione della diocesi in pievi ben delimitate difficilmente può essere anteriore all'VIII secolo, e la divisione della città di Milano in parrocchie - o vicinìe - risale addirittura al Medioevo centrale).
Tra le chiese da lui fondate si cita il primo nucleo della parrocchiale di Corbetta, una delle più antiche pievi della diocesi di Milano. Sempre a Corbetta, nell'allora chiesa di San Nicolao (oggi santuario arcivescovile della Beata Vergine dei Miracoli), i Borri, che si consideravano suoi eredi, fecero restaurare nel XVII secolo una cappella in suo onore, inizialmente dedicata a santa Dorotea e edificata attorno al 1580 dalla nobile famiglia Beolco, ma poi appunto passata ai Borri, che la dedicarono al loro presunto antenato. Nel museo del santuario è ancor oggi conservata una reliquia consistente in un dente di san Mona, donato dal capitolo del duomo di Milano al santuario corbettese nel XVII secolo.
La sua memoria liturgica ricorre il 12 ottobre. Secondo la tradizione del Martyrologium Romanum, la data di morte del santo sarebbe da ricondurre al 25 marzo, ma nel calendario liturgico ambrosiano, per evitare la concomitanza con il periodo della quaresima, la festa venne spostata al 12 ottobre, anniversario appunto della ricognizione delle reliquie all'epoca del vescovo Arnolfo.